# Elsaute
Elsaute est un village faisant partie de la commune de Thimister-Clermont dans l'Est de la Province de Liège en Belgique. La paroisse d'Elsaute s'étend en partie sur le territoire de Clermont et en partie sur le territoire d'Henri-Chapelle (Welkenraedt).
Situé le long de la Nationale 3 qui relie Liège à Aix-la-Chapelle, le village est traversé depuis les années 1960 par l'Autoroute A3 (Liège-Aix-la-Chapelle).
Depuis peu, l'entité est aussi découpée en deux par le tracé de la ligne de trains à grande vitesse du réseau Thalys reliant la Belgique à Cologne.

## Curiosités

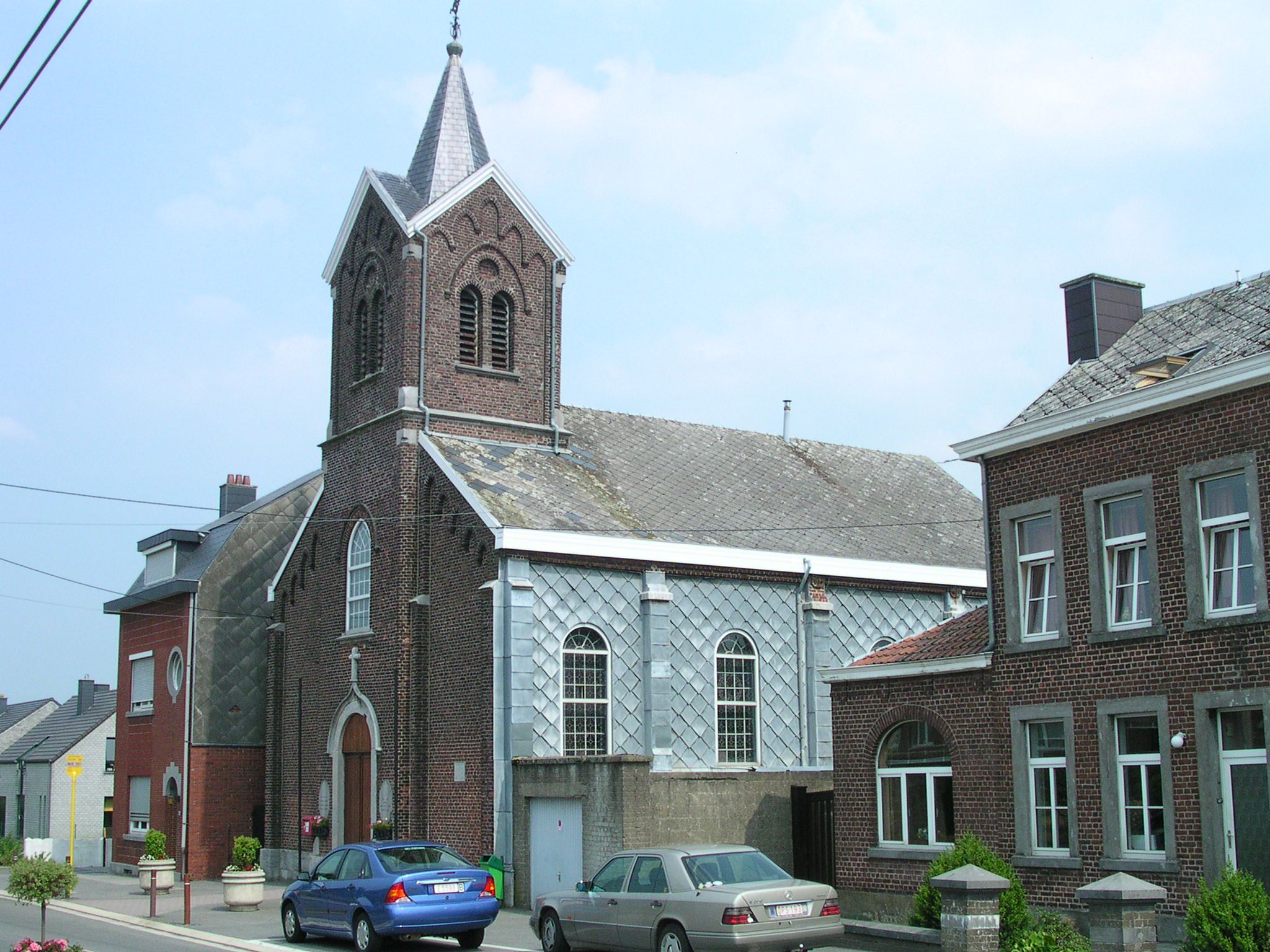
Église d'Elsaute

## Sport
La petite localité compte un club de football, la Royale Étoile Elsautoise. L'association s'est illustrée, en 2010, en accédant aux séries nationales du football belge. Après deux saisons en Promotion, le club porteur du « matricule 6548 » est redescendu en Première provinciale liégeoise.

## Sources et liens externes
- site de la commune de Thimister-Clermont